# Żabieniec
Żabieniec es un pueblo de Polonia, en Mazovia. Se encuentra en el distrito (Gmina) de Parysów, perteneciente al condado (Powiat) de Garwolin. Se encuentra aproximadamente a 3 km al suroeste de Parysów, 6 km al norte de Garwolin, y a 54 km al sureste de Varsovia.  
Entre 1975 y 1998 perteneció al voivodato de Siedlce.